# Purnujärvi (sjö i Lappland, lat 66,77, long 26,67)
Purnujärvi är en sjö i Finland. Den ligger i kommunen Kemijärvi i landskapet Lappland, i den norra delen av landet, 700 km norr om huvudstaden Helsingfors. Purnujärvi ligger 186,4 meter över havet. Den är 10,5 meter djup. Arean är 1,99 kvadratkilometer och strandlinjen är 10,51 kilometer lång. Sjön  ingår i Kemi älvs huvudavrinningsområde.   
I övrigt finns följande i Purnujärvi:
- Purnunsaari (en ö)

I övrigt finns följande vid Purnujärvi:
- Keskijärvi (en sjö)
- Muotkajärvi (en sjö)
- Rikkijärvi (en sjö)